# Palluau
Palluau är en kommun i departementet Vendée i regionen Pays de la Loire i västra Frankrike. Kommunen ligger i kantonen Palluau som tillhör arrondissementet Les Sables-d'Olonne. År 2022 hade Palluau 1 110 invånare.

## Befolkningsutveckling
Antalet invånare i kommunen Palluau
| Referens: INSEE |